# Oak Beach (New York)
Oak Beach est une census-designated place du comté de Suffolk, dans l'État de New York, aux États-Unis. En 2020, elle compte une population de 268 habitants.